# Cap au large
Pour plus de détails, voir Fiche technique et Distribution.
Cap au large est un film français réalisé par Jean-Paul Paulin, sorti en 1942.

## Fiche technique
- Titre : Cap au large
- Réalisateur : Jean-Paul Paulin
- Scénario : Jean-Paul Paulin et Émile Carbon
- Dialogues : Émile Carbon
- Photographie : Marcel Lucien
- Son : Paul Habans
- Musique :  Georges van Parys
- Montage : Yvonne Martin
- Production : Francinalp
- Lieu de tournage : Gruissan[1]
- Pays :  France
- Format :  Noir et blanc - 1,37:1 - 35 mm - son mono
- Genre : Comédie sentimentale
- Durée :  84 minutes
- Date de sortie : 
  - France : 25 septembre 1942
- Affiche : Pierre Segogne (France)

## Distribution
- Antonin Berval - Simon
- Janine Darcey - Rose
- Edouard Delmont - Boquet
- Gérard Landry - François
- Robert Lynen - Zizou
- Mila Parély - Lisa
- Milly Mathis
- Henri Arius
- Lucien Hubert
- Henri Poupon